# Prix Raymond Leblanc
Le Prix Raymond Leblanc (aussi appelé Prix Raymond Leblanc de la jeune création) est une récompense financière remise par la Fondation Raymond Leblanc à un jeune auteur de bande dessinée après un concours. La première édition a lieu en 2007 et l'évènement se tient à Bruxelles.

## Histoire
Raymond Leblanc, né le 22 mai 1915 à Longlier dans l'Ardenne belge et mort le 21 mars 2008 à Bruxelles, est un éditeur de presse et de bande dessinée belge, fondateur du journal Tintin, des éditions du Lombard et des studios de dessins animés Belvision. Le 26 septembre 2006, Raymond Leblanc inaugure la fondation qui porte son nom, au deuxième étage du building Tintin, occasion d'une vaste exposition.
En 2007, à l'issue du concours, la première remise du prix a lieu en présence de la ministre Françoise Dupuis ; le jury est présidé par Johan De Moor. Le montant du prix correspond à 10 000 €. La récompense est co-financée par la Région bruxelloise et d'autres projets ont été primés, comme La Juste (d'Arnaud Bureau et J.M. Ken Niimura). Pour l'édition suivante, dont le thème est « les héroïnes », les lauréats du prix et cinq projets sélectionnés font l'objet d'une exposition ; le thème de l'année suivante est « Bruxelles ». Chaque année, la Fondation impose ainsi un thème.
À partir de 2013, un seul prix est attribué et il représente 20 000 €. En 2012, le journal Le Soir annonce que le gagnant recevra 20 000 € : d'abord un chèque de 10 000 € avec l'aide de la Commission communautaire française (Cocof) ; les éditions du Lombard lui offrent un contrat de publication qui, si l'auteur accepte, lui vaut également 10 000 € « au titre d'avance sur droits d'auteur des éditions du Lombard ». Si l'album obtient un bon succès commercial, le gagnant bénéficie d'un bonus sur les ventes. Enfin, une campagne promotionnelle est financée. Plus récemment, ce sont trois maisons d'édition qui en alternance offrent ce contrat de publication : Futuropolis et Casterman rejoignent les éditions du Lombard.
À partir de 2017, ces prix sont décernés en même temps que les prix Atomium dans le cadre de la Fête de la BD à Bruxelles.

## Lauréats
| Année | Auteur                                      | Œuvre                             | Thème                                                                            |
| ----- | ------------------------------------------- | --------------------------------- | -------------------------------------------------------------------------------- |
| 2007  | Benec (Benoît Chaumont) et Giuseppe Liotti  | Nanobiotics                       | « Osez, osez, car le possible est toujours un petit pas après... l'impossible ». |
| 2008  | Stéphane Melchior-Durand et Raphaël Beuchot | Supermagic Girl                   | Les héroïnes                                                                     |
| 2009  | Grégoire Carlé                              | Bas-fonds                         | Bruxelles                                                                        |
| 2010  | Mathieu Barthélémy                          | Le grand incendie                 | Un Monde sans pétrole                                                            |
| 2011  | Kim Gérard-Roselier                         | Pas très net                      | Du réel au virtuel : Internet, mon amour                                         |
| 2012  | Thomas Plan                                 | Sharak, battement d'aile          | Pendant ce temps, non loin de là                                                 |
| 2013  | Manon Textoris et Julien Lambert            | Edwin, le voyage aux origines     |                                                                                  |
| 2014  | Hélène V                                    | La Fille des cendres              |                                                                                  |
| 2015  | Aude Mermilliod                             | Les Reflets changeants            |                                                                                  |
| 2016  | Debuhme                                     | L'Ours                            |                                                                                  |
| 2017  | Hélène Aldeguer                             | Saïf                              |                                                                                  |
| 2018  | Maurane Mazars                              | Tanz !                            |                                                                                  |
| 2019  | Victor Pellet                               | La Promotion                      |                                                                                  |
| 2020  | Julia Reynaud                               | Nico                              |                                                                                  |
| 2021  | Shih-hung Wu                                | Vents de Montagne, pluies d’océan |                                                                                  |
| 2022  | Cyril Legrais et Alice V.D.M                | Les oies cendrées                 |                                                                                  |
| 2023  | Antoine Schiffers                           | Katya                             |                                                                                  |
| 2024  | Mina Koraichi                               | Anti Illiteracy Club              |                                                                                  |